# Alphonse-Marie Fusco
Pour les articles homonymes, voir Saint Alphonse.
Alphonse-Marie Fusco, né le 23 mars 1839 et mort le 6 février 1910, est un prêtre catholique italien, particulièrement engagé dans l'éducation de la jeunesse, et fondateur de la congrégation des Sœurs de saint Jean Baptiste. Il est vénéré comme saint par l'Église catholique, et il est commémoré le 6 février selon le Martyrologe romain.

## Biographie
Alphonse-Marie Fusco est né le 23 mars 1839 à Angri. Il est le fils ainé d'Aniello Fusco et Giuseppina Schiavone, agriculteurs, qui auront 5 enfants.
Dès sa jeunesse, Alphonse-Marie Fusco s'engage auprès des jeunes les plus défavorisés d'Angri. C'est l'une des raisons pour lesquelles il s'engage dans la prêtrise. Il est ordonné prêtre en 1863. Dès lors, il s'adonne au ministère auprès des paysans mais sans oublier les jeunes. 
Souhaitant ouvrir un orphelinat pour les enfants, Don Fusco enrôle en 1878 quatre jeunes femmes dans son œuvre éducative. Il leur donne pour devise cette phrase de saint Jean le Baptiste : « Préparez le chemin du Seigneur ». C'est ainsi que prend forme la congrégation des Sœurs de saint Jean Baptiste. Dès le début, il rencontre de nombreuses difficultés, qui l'amène à être écarté de la direction de l'institution. Quelque temps après, il réintègre le service dans la congrégation et il demande aux religieuses de se former pour qu'elles « puissent éduquer à leur tour les enfants et préparer la voie à Jésus dans leur cœur ». D'une simple « maison d'accueil », Alphonse-Marie transforme l'établissement en une véritable institution cherchant à instruire et former les enfants pour leur donner un métier aux plus grands d'entre eux. L'objectif du prêtre est que les jeunes qu'il recueil deviennent « d'honnêtes citoyens et des chrétiens engagés »,. Son attention pour les pauvres et les orphelins, fera qu'il sera surnommé le « Don Bosco du Sud ». 
Sous sa direction, la congrégation connait une grande impulsion, et les demandes d'accueil affluent. De nos jours, l'institution est présente dans 16 pays sur 4 continents,.

## Béatification et canonisation
La cause en béatification et canonisation d'Alfonso Maria Fusco débute le 27 juillet 1939 dans le diocèse de Nocera. L'enquête diocésaine se conclut le 14 mars 1952 et elle est envoyée à Rome pour être étudiée par le dicastère pontifical s'occupant des causes des saints. Le 12 février 1976, le pape Paul VI reconnaît l'héroïcité de ses vertus et lui attribue donc le titre de vénérable.
À la suite de la reconnaissance d'un miracle obtenu par l'intercession de Don Fusco, il est proclamé bienheureux le 7 octobre 2001, au cours d'une cérémonie célébrée à Rome, place Saint-Pierre, par le pape Jean-Paul II. A cette occasion, le pape le donne comme exemple aux prêtres et le désigne comme éducateur et protecteur, en particulier des pauvres et des nécessiteux.
C'est après la reconnaissance d'un second miracle par le Saint-Siège qu'il est proclamé saint le 16 octobre 2016 lors d'une cérémonie de canonisation célébrée à Rome, place Saint-Pierre, par le pape François.
Fête liturgique fixée au 6 février.